# Laguna Coranto
Laguna Coranto är en sjö i Bolivia.   Den ligger i departementet Potosí, i den södra delen av landet, 400 km sydväst om huvudstaden Sucre. Laguna Coranto ligger 4 382 meter över havet. Arean är 7,6 kvadratkilometer. Den sträcker sig 2,9 kilometer i nord-sydlig riktning, och 3,8 kilometer i öst-västlig riktning.
Omgivningarna runt Laguna Coranto är i huvudsak ett öppet busklandskap. Trakten runt Laguna Coranto är nära nog obefolkad, med mindre än två invånare per kvadratkilometer.